# Lewis Dewart
Lewis Dewart (* 14. November 1780 in Sunbury, Northumberland County, Pennsylvania; † 26. April 1852 ebenda) war ein US-amerikanischer Politiker. Zwischen 1831 und 1833 vertrat er den Bundesstaat Pennsylvania im US-Repräsentantenhaus.

## Werdegang
Lewis Dewart besuchte die öffentlichen Schulen seiner Heimat und arbeitete danach als Angestellter im Laden seines Vaters. Später stieg er in das Kohle- und das Bankgewerbe ein. Zwischen 1806 und 1816 war er Posthalter in Sunbury. Gleichzeitig schlug er eine politische Laufbahn ein. Von 1812 bis 1820 saß er als Abgeordneter im Repräsentantenhaus von Pennsylvania; zwischen 1823 und 1826 gehörte er dem Staatssenat an. Dewart gehörte auch zu den Gründern der Danville & Pottsville Railroad und wurde einer der ersten Direktoren dieser Eisenbahngesellschaft. In den 1820er Jahren schloss er sich der Bewegung um den späteren US-Präsidenten Andrew Jackson an und wurde Mitglied der von diesem 1828 gegründeten Demokratischen Partei.
Bei den Kongresswahlen des Jahres 1830 wurde Dewart im neunten Wahlbezirk von Pennsylvania in das US-Repräsentantenhaus in Washington, D.C. gewählt, wo er am 4. März 1831 die Nachfolge von Alem Marr antrat. Bis zum 3. März 1833 konnte er eine Legislaturperiode im Kongress absolvieren. Seit dem Amtsantritt von Präsident Jackson im Jahr 1829 wurde innerhalb und außerhalb des Kongresses heftig über dessen Politik diskutiert. Dabei ging es um die umstrittene Durchsetzung des Indian Removal Act, den Konflikt mit dem Staat South Carolina, der in der Nullifikationskrise gipfelte, und die Bankenpolitik des Präsidenten.
Zwischen 1835 und 1840 war Dewart erneut Abgeordneter im Repräsentantenhaus von Pennsylvania. Im Jahr 1840 fungierte er als dessen Präsident. 1837 war er außerdem Bürgermeister von Sunbury. Dort gehörte er auch dem Schulausschuss an. Im Jahr 1840 bewarb er sich erfolglos um die Nominierung seiner Partei für die anstehende Gouverneurswahl. Er starb am 26. April 1852 in Sunbury. Sein Sohn William (1821–1888) wurde ebenfalls Kongressabgeordneter.